# Estíbaliz Espinosa
Estíbaliz Espinosa (La Coruña, 6 de julio de 1974) es una escritora gallega de poesía, ensayo, relato y traducción. Es cantante y comunicadora de ciencia. Astrónoma aficionada. 
Está licenciada en Sociología y en Filología Hispánica.

## Trayectoria poética

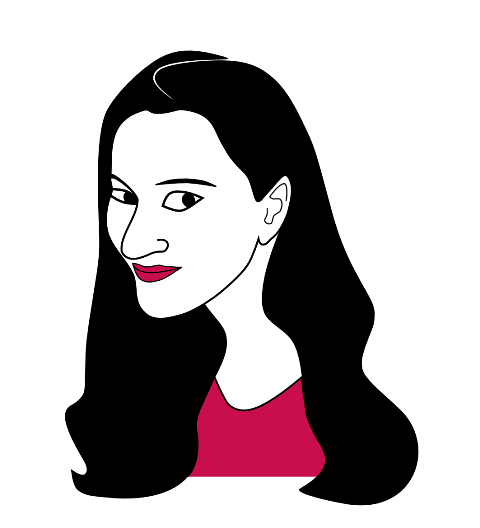
Estíbaliz Espinosa, caricatura de Ruth Caramés Blanco en Tintadelura.com

Reconocida como una de las voces más potentes y singulares de la literatura gallega, como poeta se dio a conocer con Mecánica Zeleste (1999). Posteriormente obtuvo el Premio Esquío con Pan (libro de ler e desler) (2000). Su siguiente libro es –orama (Col. Tambo, 2002), cuyo título es un juego de palabras con el de su obra anterior. En este conjunto de textos hay referencias a la mirada, a otras artes, la perspectiva de género y el espacio exterior. Muestra influencias muy variadas, desde científicas hasta provenientes de las artes plásticas, los cuentos de hadas, el dibujo, la música, la  matemática o la astronomía. Una sección de -orama recibió el Premio Díaz Xácome de Novos Creadores en 2001. 
Número e (Premio Espiral Maior, 2001) cierra ese primer ciclo, con textos que aluden al infinito, la búsqueda de la identidad emancipada como mujer y la relación poética con la matemática.
Zommm.Textos biónicos (A Regueifa Plataforma, 2007; Edicións Xerais, 2009) y Papel a punto de (El Gaviero, 2011) abren unha nueva etapa, marcada por la reflexión y el pensamiento crítico acerca de la ciencia y la tecnología desde una voz lírica vulnerable, con conciencia de asombro y carácter.
En su obra posterior, se consolida esta reflexión, a veces con ironía, alrededor de la ciencia, la lengua, el género y la maternidad (Curiosidade, 2017), la sociopolítica familiar, la integración del ser humano en el cosmos, la inteligencia artificial o el duelo ante la muerte de un ser querido (...as neuronas irmás..., 2018).
Pionera en iniciativas de dirección sobre poesía, ciencia y arte como Escrita no Ceo (Planetario de A Coruña, 2014), Pinte un bisonte na caverna, por favor (Caixa Galicia, 2007), O entrelazamento (Concello de A Coruña, 2022), A ciencia do poema, As curiosas: son de letras+ciencias (Concello de A Coruña e Museos científicos, 2018), Curiosas na Lúa (Deputación de A Coruña, 2019), Xenias e musos e A ombros de xigantas vermellas (Afundación , 2019 y 2018) , En el Aquaverso (Festival Ciente, 2022) o Novembro Estelar (Dinamización Lingüística Xunta de Galicia 2021, 2022). 
Su poética hibrida ciencia, filosofía, escena y música, con un estilo perspicaz y reconocible que combina la reflexión innovadora y una retranca o ironía características de la tradición literaria gallega.

## Internet
En la red mantuvo los blogs ...mmmm..., [...] y Abra a cápsula, por favor desde 2005 a 2020. 
Canal de Youtube con vídeopoemas, charlas e iniciativas de poesía y ciencia. 
Experimenta con ambientaciones sonoras, canto y ruidismo. Grabó audiopoemas [Instituto Cervantes de Nueva York, El Gaviero, 2005] y podcasts (1º premio de Podcasts Poético-Artísticos del Ayuntamiento de Tarragona, 2006).

## Poesía, ciencia y música
Dirige iniciativas personales de literatura, arte y ciencia a nivel municipal y gallego como O entrelazamento, A ciencia do poema, Curiosas na Lúa o Novembro Estelar.
Codirigió y presentó Ulalume, un programa literario en la radio comunitaria Cuac FM desde 1996 hasta 2001. 
Ha colaborado en ZigZag (TVG, 2018-2019), Diario Cultural (Radio Galega 2022/23/24) y Efervesciencia.
Ha participado en festivales de ciencia (Naukas Coruña, 2017), cultura científica (Festival Ciente, 2021l
) y en numerosos festivales literarios y recitales (Gales, Cosmopoética, Vigo, Chicago, Granada, Barcelona, Buenos Aires).
Da conferencias en universidades y centros de enseñanza sobre poesía, astronomía, música y maternidad. 
Ha trabajado en proyectos literarios para la Orquesta Sinfónica de Galicia, el Planetario de la Casa de las Ciencias de La Coruña, la Cidade da Cultura de Galicia y la Xunta de Galicia. Dirige iniciativas de literatura y ciencia a nivel municipal y gallego como O entrelazamento, A ciencia do poema, Curiosas na Lúa o Novembro Estelar.
Parte de su obra se ha traducido al alemán, japonés, ruso, castellano, hebreo,inglés e italiano. 
Ha publicado en la revista Luzes, en el Cuaderno de Cultura Científica de la Universidad del País Vasco, en periódicos como Sermos, Vieiros o La Voz de Galicia. 
Ha colaborado en numerosas revistas de ámbito nacional e internacional: Salamandria, O Compostelán, Madrygal, Çopyright, O ollo público, Alhucema, Cooltural Galicia, Serta, La Caleta, A Xanela, Casa da Gramática, Idearia, etc.

## Obra publicada

### Poesía
Publicó los siguientes libros de poemas en gallego:
- Constelación Maruja que muta noutras (Galicia Futura, 2021) Con ilustraciones de Miguel Robledo. Hay audiolibro
- Pan (libro de ler e desler). Premio Esquío, 1999. (Col. Esquío,2000)
- -orama (col. Tambo, 2002)
- Número e. Premio Espiral Maior de Poesía 2001. (Espiral Maior, 2004)
- Zoommm. Textos biónicos. A Regueifa Plataforma, 2007 (Edicións Xerais, 2009)
- Papel a punto de (Ed. El Gaviero, 2011) Traducción a castellano de original gallego
- Curiosidade (Aira Editorial, 2017). Con ilustraciones de Celsius Pictor
- ...as neuronas irmás... Premio Afundación Pen-Club Galicia (Arte de Trobar, 2018)

### Ensayo
- Curiosas na Lúa (Deputación provincial da Coruña e A Curiosa, 2020)

- Poesía hexágono (Apiario Editorial, 2014)

### Relato
- Cápsulas de son. 13 relatos sobre científicas (iBooks, 2015)[7]

### Traducción
- Un compromiso co asombro, de Rebecca Elson (Editorial Galaxia, 2023)

- A illa curiosa e a tradución do universo, VVAA, (Col. Cíes, Deputación provincial de Pontevedra, 2016)

- Cómo escribir una canción de amor, de Sholeh Wolpé (Olifante, 2016)

- O universo de Dona Pega de Juan Carlos Medal, Jaítos, (7 emilias y Concello da Coruña, 2022)

### Con otras artes
- Vídeopoema:  Neuronas a ceo aberto (Galicia Futura, Cidade da Cultura, 2021) Realizado por Lucía Estévez

- Audiolibro plaquette poética: Constelación Maruja (que muta noutras) (Galicia Futura, Cidade da Cultura, 2021)

- Vídeopoema: río invisible. Vía Láctea Dirigido por Juan Lesta, 2022

- Vídeopoema : No xardín nocturno de Antonia Dirigido por Juan Lesta, 2022
- Guion del documental para el Planetario de la Casa das Ciencias da Coruña A noite é necesaria/La noche es.necesaria
- Letras de música: Toda esa enerxía escura para Alfaias, 2008 de Fanny e Alexander; Igual que na propia casa, para Carmen Rey e o disco Fuera; Voces baixo a Vía Láctea, Coro Cantabile; Receita de recendos para un outono, Premio de Composición Coral Ludus Tonalis; Espallámonos, música de Ramón Otero Moreira; Luz inesperada, música de María Mendoza.

- Gustav Henningsen. O danés curioso en Ordes (aCentral Folque, 2018) Libro de fotografía

- Calendario de Ceos Galegos Astrofotografía

### Edición
- A hombros de gigantas, de Laura Morrón (Next Door Publishers, 2020)

- O universo de Dona Pega, Juan Carlos Medal, Jaítos (Ed., tradución e limiar. 7emilias e Concello da Coruña, 2022) (7emilias, 2023)

- Abominables adorables , Estíbaliz Espinosa y Branda (ilustrador) (7emilias e Concello da Coruña, 2022)

- Curiosas na Lúa  (2020)

### Literatura infantojuvenil
- Caer de cu polo universo (Apiario, 2015)

- Abominables adorables (7emilias, 2022) (Editorial Baía, 2023) Ilustraciones de Branda
- Canto Cosmos (Edicións Embora, 2024). Ilustraciones de Clara Cerviño.

## Antologías
- Versos desde la exosfera. Antología poética especulativa Cazador de ratas, 2019

- La lluvia en el mar

- Das sonorosas cordas (Eneida, 2005)

- Mujeres de carne y verso (La Esfera, 2001)

- Poesía Galega Contemporánea III 1975-2000

## Volúmenes colectivos
- O libro das abellas (Apiario, 2024)
- Cantos de dor e liberdade. Voces galegas por Palestina (Tempo Galiza, 2024)
- La casa del poeta (Trampa Editorial, 2021)
- Women up to no good (Upper Rubber Boot, 2018)
- Poesía Hexágono (Ed. Apiario, 2014)
- Que lle podo ofrecer a quen me intente, Xerais
- Os aforismos do riso futurista, Xerais
- Que la fuerza te acompañe/May the force be with you (Salamandria, Ed. El Gaviero, 2005)
- O libro dos abanos (palabras no aire) (Follas Novas, 2002)
- Os gozos e as sombras (2005)
- Negra Sombra
- La paz y la palabra
- Alma de beiramar
- Sprache is talles... (Ed. Klett-Cotta, Stuttgart)
- Intifada. Ofrenda dos poetas galegos a Palestina
- O trazo aberto. poemas e debuxos (2002)
- Outro mundo é posível. Festival da Poesía de Salvaterra (2002)
- V Forxa literaria
- Son de poesía (2005)
- Por man propia (2006)
- Lume (2005)
- Catálogo do Segundo Encontro de Arte e Natureza no Castelo de Soutomaior (2005)

## Premios y reconocimientos
- Premio Esquío de poesía en 1999, por Pan (libro de ler e desler).
- Premio Díaz Xácome de Novos Creadores en 2001, por -orama.
- Premio Espiral Maior en 2001, por número e.
- XV Premio de poesía Afundación en 2017, por As neuronas irmás.Finalista en Premios da Gala do Libro Galego

- Premio de Narrativa curta José Saramago, Concello de Santiago 2009, por Pro videncia

- Premio de Narrativa curta Modesto R. Figueiredo 2020 por 23 xeitos de nomear unha constelación

- Premio de Ideas Luísa Villalta, Deputación provincial de La Coruña, 2019-2020

- Premios del Tren "Antonio Machado" (finalista), 2019 https://ffe.es/premiosdeltren/informacion/finalistas2019.htm

- Premio Alfredo Iglesias na escrita 2022 https://coralia.gal/tag/estibaliz-espinosa/